# Patof Rock
Albums de Patof
Bricolons avec Madeleine
(1975) Itof – Dans ma citrouille
(1975)
Singles
1. Gros minou / Bonjour Patof
Sortie : Octobre 1975

Patof Rock est le dixième album de Patof, commercialisé en 1975.
Il s'agit du quinzième album de la série Patof, il porte le numéro de catalogue PA 49309 (C 1107/8).
Le clown Patof est un personnage des séries télévisées québécoises pour enfants Patofville et Patof raconte, il est personnifié par Jacques Desrosiers.

## Composition
Cet album, dont la sortie a été retardée en raison du décès Gilbert Chénier, le scénariste des séries télévisées Patofville et Patof raconte, est la bande originale de cette dernière et ne contient qu'une seule chanson originale, qui est le thème de l'émission.
Les neuf autres titres sont des adaptations de classiques du Rock'n'Roll réalisées par Gilles Brown :
- Le p'tit indien (Running Bear (en))
- Patof c'est notre ami (Hully Gully (en))
- J'aime les fruits (Tutti Frutti)
- Mon amie Léonie (Bony Moronie)
- Bonjour Patof (All Shook Up)
- La théière de Polpon (Jailhouse Rock)
- Le train pour Patofville (Almost Grown (en))
- Le lapin et la tortue (Stagger Lee)
- Gros minou (Alley Oop (chanson) (en))

### Musiciens
Pour réaliser cet album, Yves Martin & Pete Tessier ont réuni la crème des musiciens québécois de l'époque, qui, malheureusement, ne sont pas crédités sur la pochette. Parmi eux figurent Michel Pagliaro, Angelo Finaldi et Walter Rossi.

## Titres
| 1. | Patof raconte         | Claude Leclerc, Denis Lepage                       | 1:56 |
| 2. | Le p'tit indien       | Jiles Perry Richardson, C. Tremblay                | 2:47 |
| 3. | Patof c'est notre ami | Fred Sledge Smith, Clifford Goldsmith, C. Tremblay | 3:54 |
| 4. | J'aime les fruits     | Little Richard, C. Tremblay                        | 2:27 |
| 5. | Mon amie Léonie       | Larry Williams, C. Tremblay                        | 2:51 |

| 6.  | Bonjour Patof            | Otis Blackwell, C. Tremblay              | 2:04 |
| 7.  | La théière de Polpon     | Jerry Leiber & Mike Stoller, C. Tremblay | 2:48 |
| 8.  | Le train pour Patofville | Chuck Berry, C. Tremblay                 | 2:39 |
| 9.  | Le lapin et la tortue    | Lloyd Price, C. Tremblay                 | 2:34 |
| 10. | Gros minou               | Dallas Frazier, C. Tremblay              | 2:47 |

## Crédits
- Production : Yves Martin & Pete Tessier
- Promotion : Jean-Pierre Lecours
- Réalisation : Pete Tessier
- Ingénieur : Pete Tessier & Michel Éthier
- Photo : Daniel Poulin